# Pero ochriplaga
Pero ochriplaga là một loài bướm đêm trong họ Geometridae.